# Figueiró
Figueiró, właśc. Luis Gonzaga Figueiró (ur. 22 sierpnia 1934 w Lagunie, zm. 9 kwietnia 2005 w Porto Alegre) – piłkarz brazylijski występujący na pozycji obrońcy.

## Kariera klubowa
Karierę piłkarską Figueiró rozpoczął w 1955 w Grêmio Porto Alegre. Z Grêmio pięciokrotnie zdobył mistrzostwo stanu Rio Grande do Sul – Campeonato Gaúcho w 1956, 1957, 1958, 1959, 1960 roku. Karierę zakończył w Santosie FC w 1964 roku. Z Santosem dwukrotnie zdobył mistrzostwo stanu São Paulo – Campeonato Paulista w 1962 i 1963, Copa Libertadores w 1962 i 1963 oraz Puchar Interkontynentalny w 1962 i 1963 roku.

## Kariera reprezentacyjna
W reprezentacji Brazylii Figueiró zadebiutował 6 marca 1956 w wygranym 1-0 meczu z reprezentacją Peru podczas Mistrzostw Panamerykańskich, które Brazylia wygrała. Na turnieju w Meksyku wystąpił w czterech meczach z Peru, Meksykiem, Kostaryką i Argentyną.